# Truppenverpflegung

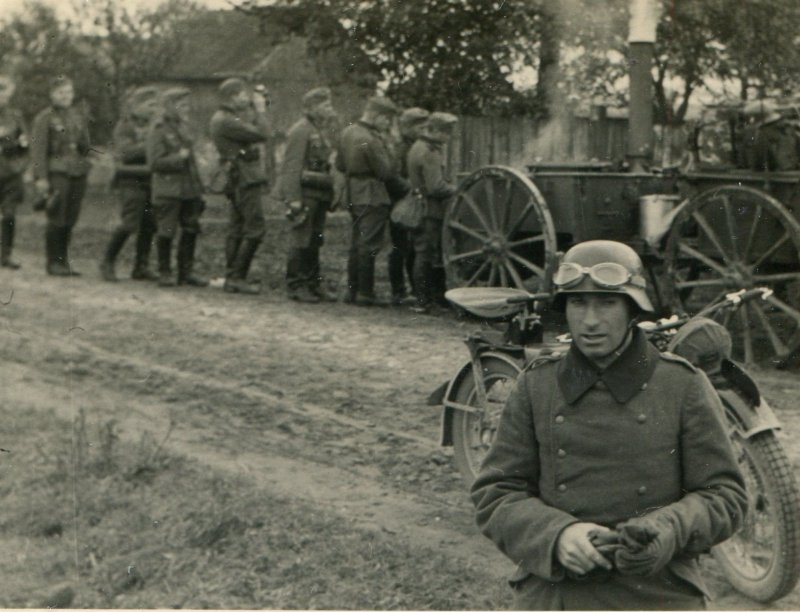
Gulaschkanone zur Truppenversorgung im Zweiten Weltkrieg

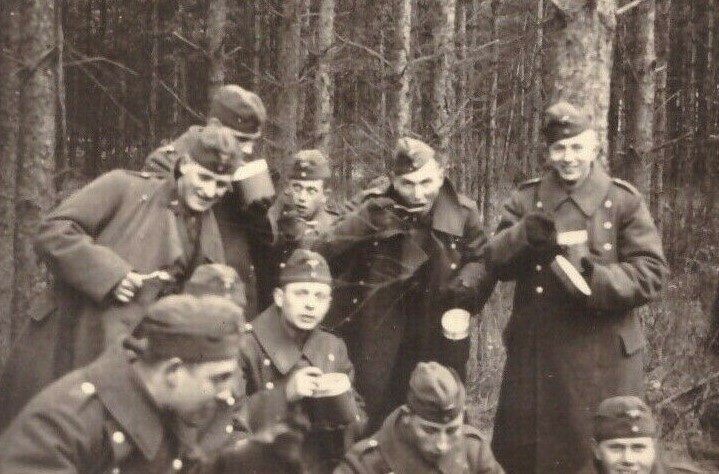
Truppenverpflegung ist im Einsatz unabdingbar

Truppenverpflegung dient der Ernährung und ist als Verpflegung ein strategisch wichtiger Bereich der Militärlogistik, der zum Erhalt von Kampfkraft und Kampfmoral der Truppenteile von Bedeutung ist.

## Beschreibung
Zur Verpflegung beim Militär wurde im 19. Jahrhundert noch nach „Geldverpflegung“ für die Finanzen des Truppenetats inklusive der militärischen Besoldung und „Naturalverpflegung“ für die Nahrungsmittel der Soldaten und Fourage der Tiere im Militär unterschieden.
Truppenverpflegung ist eine Form der Verpflegung, bei der Militärangehörige zubereitete Warm- und Kaltverpflegung nach festgelegten, örtlich und kulturell unterschiedlichen Grundnormen erhalten. Sie wird auf mehrere Mahlzeiten aufgeteilt und überwiegend gemeinschaftlich während des Garnisonsdienstes eingenommen. Während des Einsatzes wird die Verpflegung entweder durch Einheiten der rückwärtigen Sicherstellung unter feldmäßigen Bedingungen (z. B. in Feldküchen oder Feldbäckereien) zubereitet oder den Soldaten in Form verschiedener Ein-Mann- oder Gruppen-Rationen zur Verfügung gestellt.

## Bundeswehr

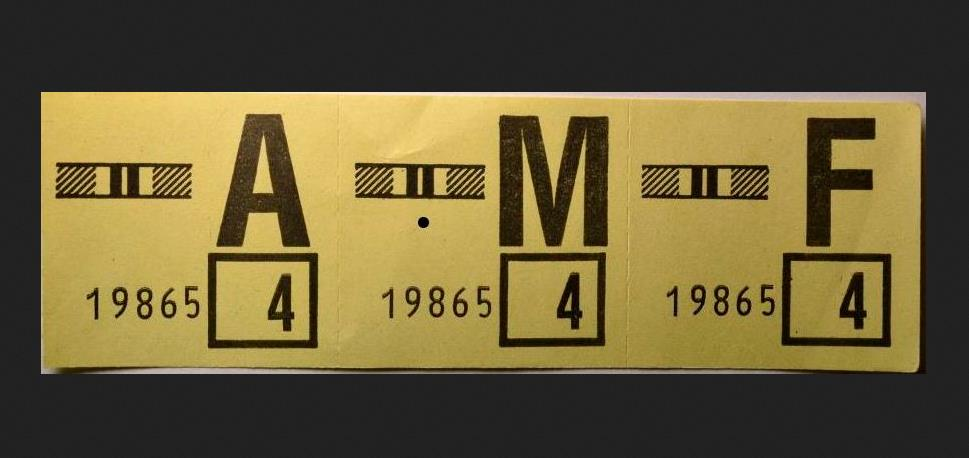
Essenmarken der Bundeswehr um 1975

Der Verpflegungssatz für Bundeswehrangehörige beträgt im Jahr 2019 insgesamt 8,37 € für drei komplette Mahlzeiten, Frühstück (1,77 €), Mittag- und Abendessen (jeweils 3,30 €). Die Ausgabe in den Truppenküchen erfolgt nach Abgabe der jeweiligen Essenmarke. Nicht eingelöste Essenmarken können beim Rechnungsführer eingereicht und ausgezahlt werden.
Morgens erfolgt die Versorgung über ein Frühstücksbüfett, mittags kann grundsätzlich zwischen mindestens zwei Menüs gewählt werden. Außerdem steht mittags eine Salatbar zur Verfügung. Getränke gehören zu den Mahlzeiten.
Darüber hinaus gibt es für die U-Boot-Flottille einen besonderen Bevorratungsplan, der sich an der außergewöhnlichen Belastung der Soldaten an Bord orientiert.

## Nationale Volksarmee

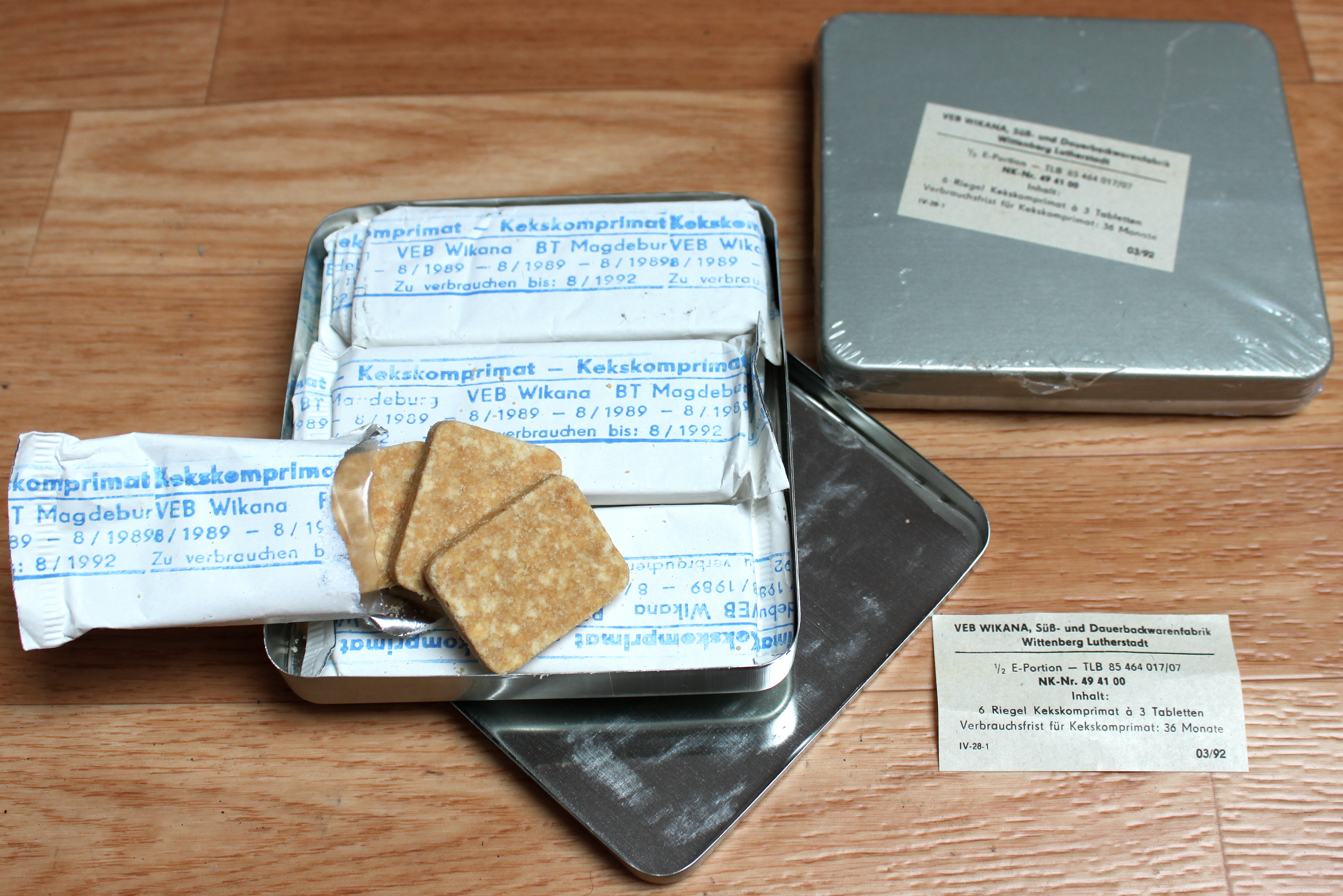
Zwei halbe E-Portionen der NVA ("Eiserne Portion"), von den Soldaten "Atomkekse" genannt

In der Nationalen Volksarmee der DDR existierten zwei Grundnormen (vgl. Tabelle), die den täglichen Bedarf der Armeeangehörigen decken sollten. Die höhere Grundnorm stand Soldaten mit höheren physischen Anforderungen zu.
| Bezeichnung                             | Einheit | Grundnorm 110 | Grundnorm 130 |
| --------------------------------------- | ------- | ------------- | ------------- |
| Fleisch, Wurst, Fleisch- und Wurstwaren | Gramm   | 220           | 250           |
| Butter                                  | Gramm   | 50            | 50            |
| Vollmilch und Milcherzeugnisse          | Gramm   | 300           | 350           |
| Fette                                   | Gramm   | 30            | 40            |
| Eier                                    | Gramm   | 35            | 50            |
| Fisch                                   | Gramm   | 45            | 45            |
| Käse                                    | Gramm   | 35            | 40            |
| Marmelade                               | Gramm   | 30            | 30            |
| Zucker/Süßw.                            | Gramm   | 30            | 40            |
| Nährmittel                              | Gramm   | 60            | 60            |
| Kartoffeln, frisch                      | Gramm   | 800           | 800           |
| oder geschält                           | Gramm   | 400           | 400           |
| Gemüse                                  | Gramm   | 300           | 350           |
| Obst                                    | Gramm   | 200           | 200           |
| Brot                                    | Gramm   | 300           | 300           |
| Weißbrot/Gebäck                         | Gramm   | 200           | 200           |
| Tee                                     | Gramm   | 2             | 2             |
| Gewürze                                 | Gramm   | 25            | 25            |

## US-Streitkräfte

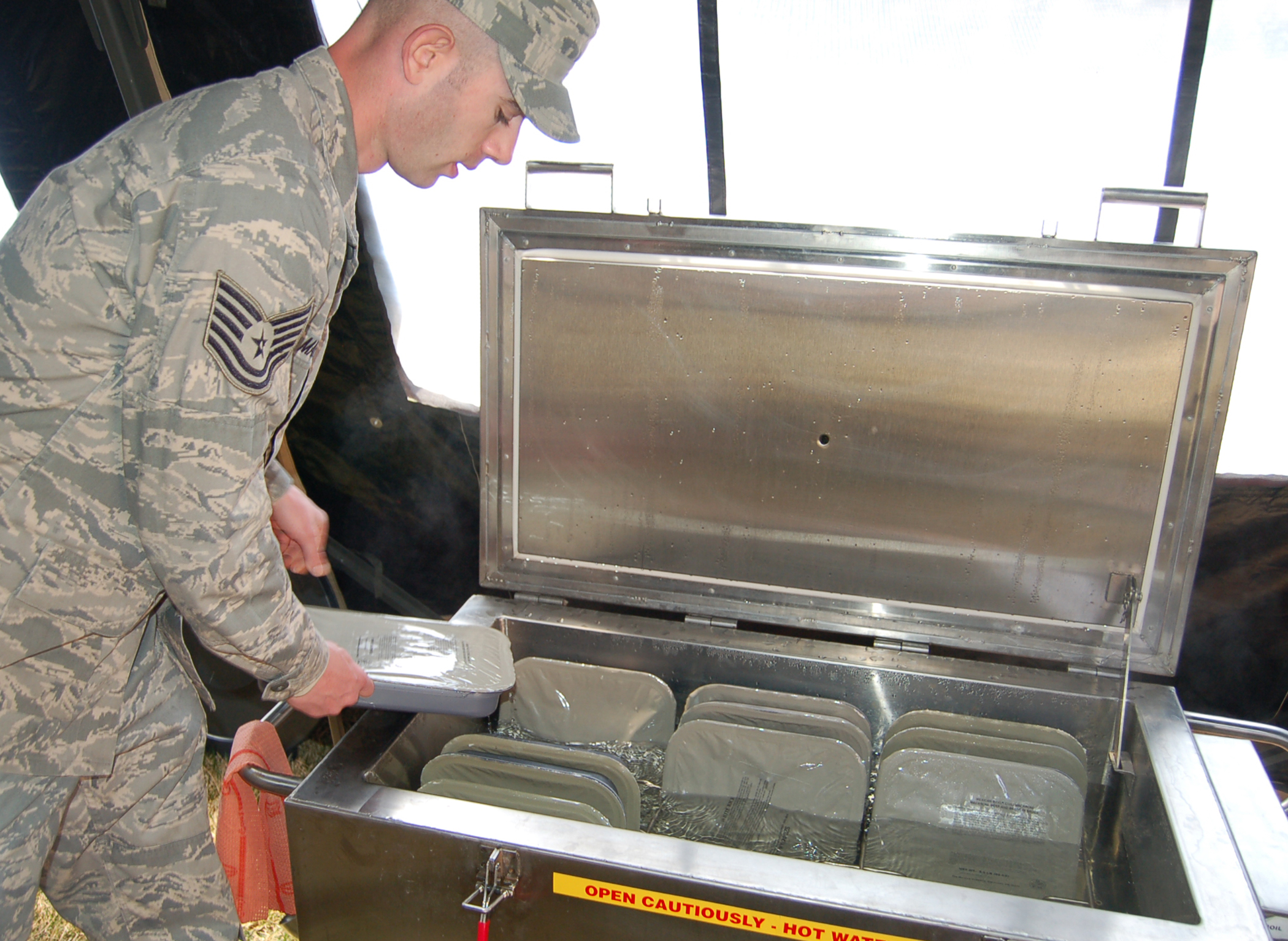
Unitized Group Ration B (UGR-B)

Gegenwärtig erfolgt die gemeinsame Truppenverpflegung in den US-Streitkräften durch die Unitized Group Ration A (UGR-A), ein Baukastensystem zur Versorgung von jeweils 50 Personen mit einer Mahlzeit. Beim Fehlen von Feldküchen können UGR-A mit enthaltenen Mitteln erhitzt werden. In den Systemen sind außerdem Materialien für Präsentation und Ausgabe enthalten. Die Rationen werden jährlich entsprechend verschiedener Anforderungen (kcal-Anforderungen für verschiedene Einsatztypen, vegetarische, koschere oder Halāl-Zubereitungen) neu berechnet.